# Tramvia de Perpinyà
El tramvia de Perpinyà va estar en servei entre els anys 1900 i 1955. En el període de màxima extensió, la xarxa estava formada per dues línies urbanes dins de la ciutat de Perpinyà i dues línies suburbanes a Canet de Rosselló i Ribesaltes. Aquesta xarxa va ser explotada per la Companyia Central de Tramvies Elèctrics (en francès: Compagnie centrale de tramways électriques) i va ser víctima del creixement automobilístic a partir dels anys 30. L'última línia urbana restant va ser tancada el 1955 i fou substituïda per autobusos. L'altra línia urbana va ser substituïda l'any 1952 per una línia de troleibús, que al seu torn va ser substituïda per autobusos el 1968.

## Història

### Els inicis

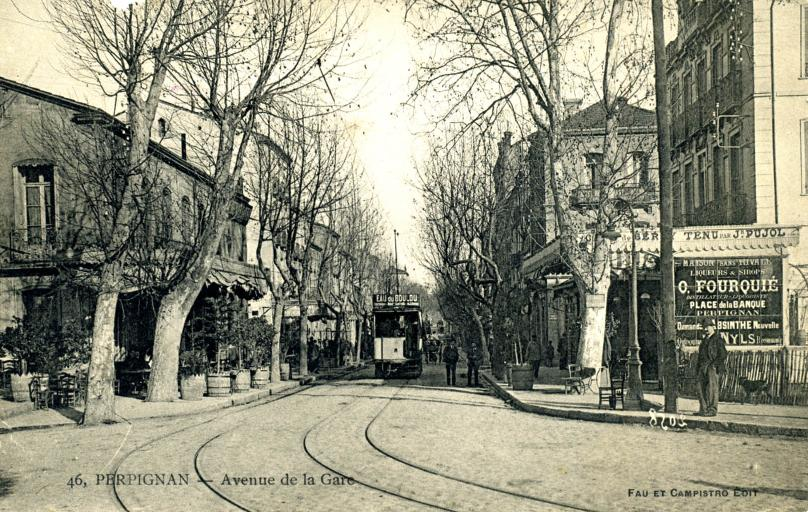
Un tramvia a l'avinguda de l'Estació.

La xarxa es va posar en servei el 7 de maig de 1900 o al mes de setembre del 1900, segons les fonts, tot i que la companyia explotadora, la Companyia Central de Tramvies Elèctrics, no rep la concessió fins al 23 de juny de 1902, per a una durada de 60 anys. La primera línia que es va posar en servei fou la que connectava Perpinyà amb Canet de Rosselló, de 13 quilòmetres de longitud, seguida de la línia urbana entre l'estació de Perpinyà i la plaça de la Llotja l'11 de febrer de 1901, i el 2 d'abril de 1901 una segona línia urbana entre el barri de Sant Martí, Nostra Senyora i el Vernet. Aquesta xarxa era d'ample mètric i les cotxeres estaven situades al Vernet.
El decret pel qual les obres es declaren d'utilitat pública, al departament dels Pirineus Orientals, una xarxa de tramvies a Perpinyà, i una línia entre Perpinyà i la platja de Canet, a data 23 de juny de 1902, proporciona els següents traçats:
| « | a) Línia de Perpinyà a la platja de Canet. — Aquesta línia sortirà del punt de portatge de Nostra Senyora, travessarà la Bassa, seguirà el glacis i les fosses de les fortificacions per enllaçar seguidament amb la via pública designat amb el nom de camí de gran comunicació núm. 11, de Salss a la Roca d'Albera (ramal de Perpinyà al mar). b) Xarxa urbana. — "Línia núm. 1 de l'estació del Migdia a l'Ajuntament", passant per l'avinguda de l'Estació, la plaça de la Banca, carrer de la República, plaça Bardou Job, carrer del Quatre de Setembre, pont metàl·lic, moll Carnot, plaça Aragó, carrer d'Alsàcia-Lorena, carrer de la Barra, carrer dels Marxants fins a la plaça de la Llotja. — De la plaça de la Llotja a la plaça Aragó, la via serà doblada pel carrer Louis Blanc, plaça del Castellet i moll Carnot fins a la plaça Aragó. "Línia núm. 2, del portatge Sant Martí al portatge de Nostra Senyora. Aquesta línia sortirà del punt de portatge Sant Martí, travessarà la porta de Sant Martí, seguirà el carrer Gran de Sant Martí, Mailly i portal de n'Assaut fins a la Bassa; travessarà aquest riu pel pont metàl·lic i passarà pel moll Vauban i el portal Magenta per arribar davant del punt de portatge Nostra Senyora. "Línia núm. 3 del portatge Nostra Senyora fins a la Patte d'Oie, passant pel carrer de la Tet, el pont de pedra, pont Roig, carretera nacional núm. 9 fins a la bifurcació del camí de les Aigües Vives, avinguda del Vernet fins a la cruïlla del Vernet. | » |

La línia urbana del Vernet és perllongada el 7 d'agost de 1909 com a una segona línia suburbana entre Perpinyà, el Vernet i Ribesaltes, declarada d'utilitat pública per un decret el 26 de desembre de 1907. Finalment, un decret del 14 de maig de 1908 declara d'utilitat pública unes petites modificacions de la línia Perpinyà-Canet.

Extensió de la xarxa en el seu màxim, entre 1909 i 1935

La xarxa va assolir el seu punt àlgid l'any 1909 amb les quatre línies següents (les línies 2 i 3 de la declaració d'utilitat pública de 1902 s'explotaren com una sola línia):
- Perpinyà - Platja de Canet de Rosselló (13 km)
- Estació – Plaça de la Llotja
- Sant Martí - Nostra Senyora - el Vernet
- Perpinyà - el Vernet - Ribesaltes

### Període d'entreguerres
La xarxa transportava uns dos milions de viatgers a l'any, amb un màxim de 4,3 milions el 1923. La línia de Canet era molt transitada els diumenges, ja que accedia fins a la platja. Als anys 30 va començar el creixement automobilístic i el declivi gradual del tramvia, amb la clausura de la línia Perpinyà-Rivesaltes l'1 d'agost de 1935. Al mateix temps, la CCTE obté el monopoli de la línia Perpinyà-Canet.

### Supressió

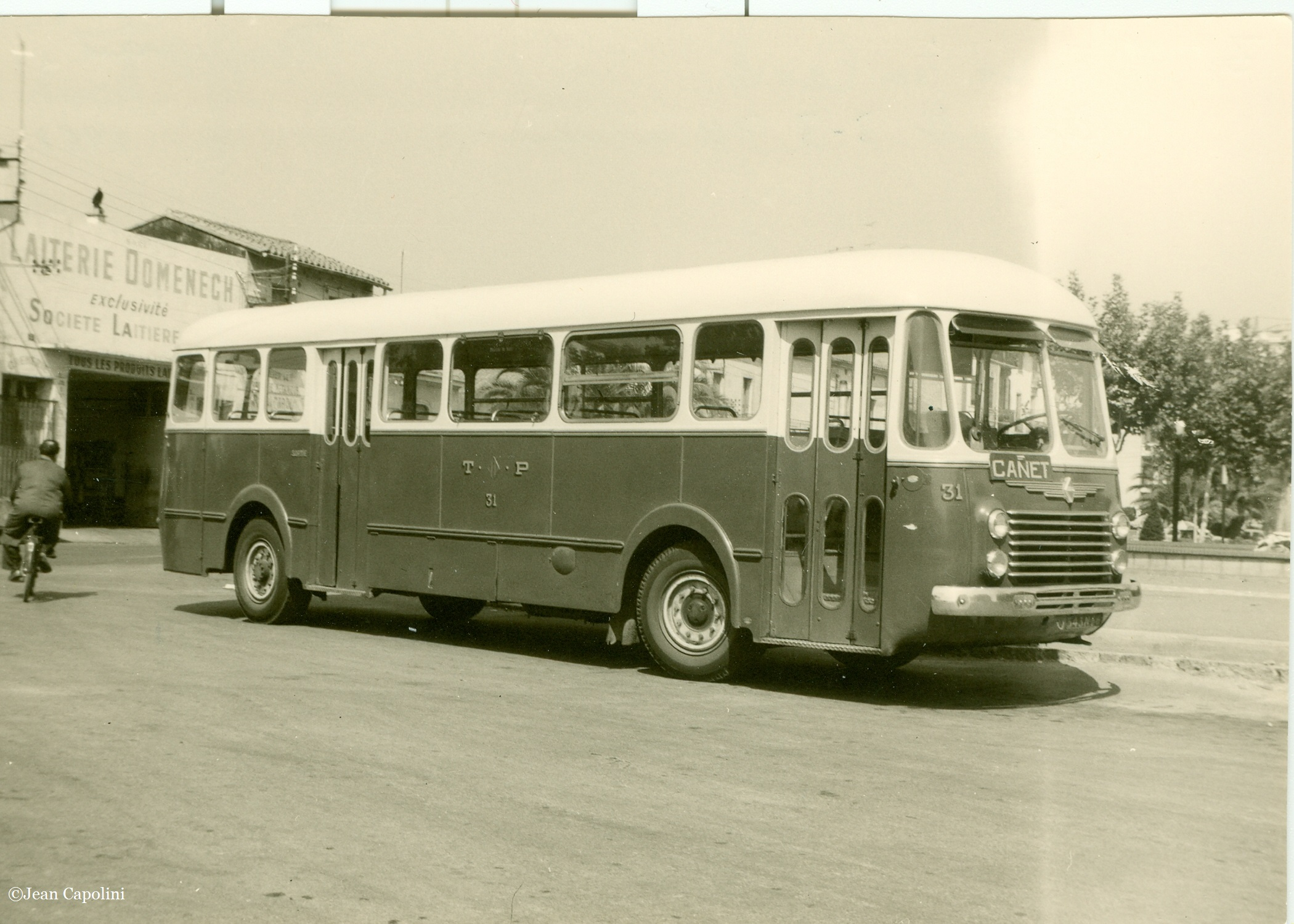
Bus Renault R4210 que substituí els tramvies de la línia Perpinyà - Canet.

La demanda de viatgers va augmentar durant la Segona Guerra Mundial fins a arribar a un pic de 8 milions de viatgers l'any 1945, ja que els tramvies no estaven condicionats a les restriccions. Tan bon punt va acabar la guerra, va tornar a baixar l'afluència, cosa que comportà la transformació de la línia Sant Martí - el Vernet en una línia de troleibusos el 21 de setembre de 1952, que al seu torn fou convertida a una d'autobusos el 1968.
La línia de Canet, malgrat seguir essent concorreguda, deixa de funcionar l'1 de gener de 1954. El Consell General dels Pirineus Orientals demana la reobertura per pal·liar l'important trànsit de vehicles. Finalment va ser substituida per un servei d'autobús.
La línia Estació - Plaça de la Llotja, l'única línia supervivent de tota la xarxa, acaba essent substituïda per autobusos l'octubre de 1955.

## Material mòbil
Llista de vehicles:

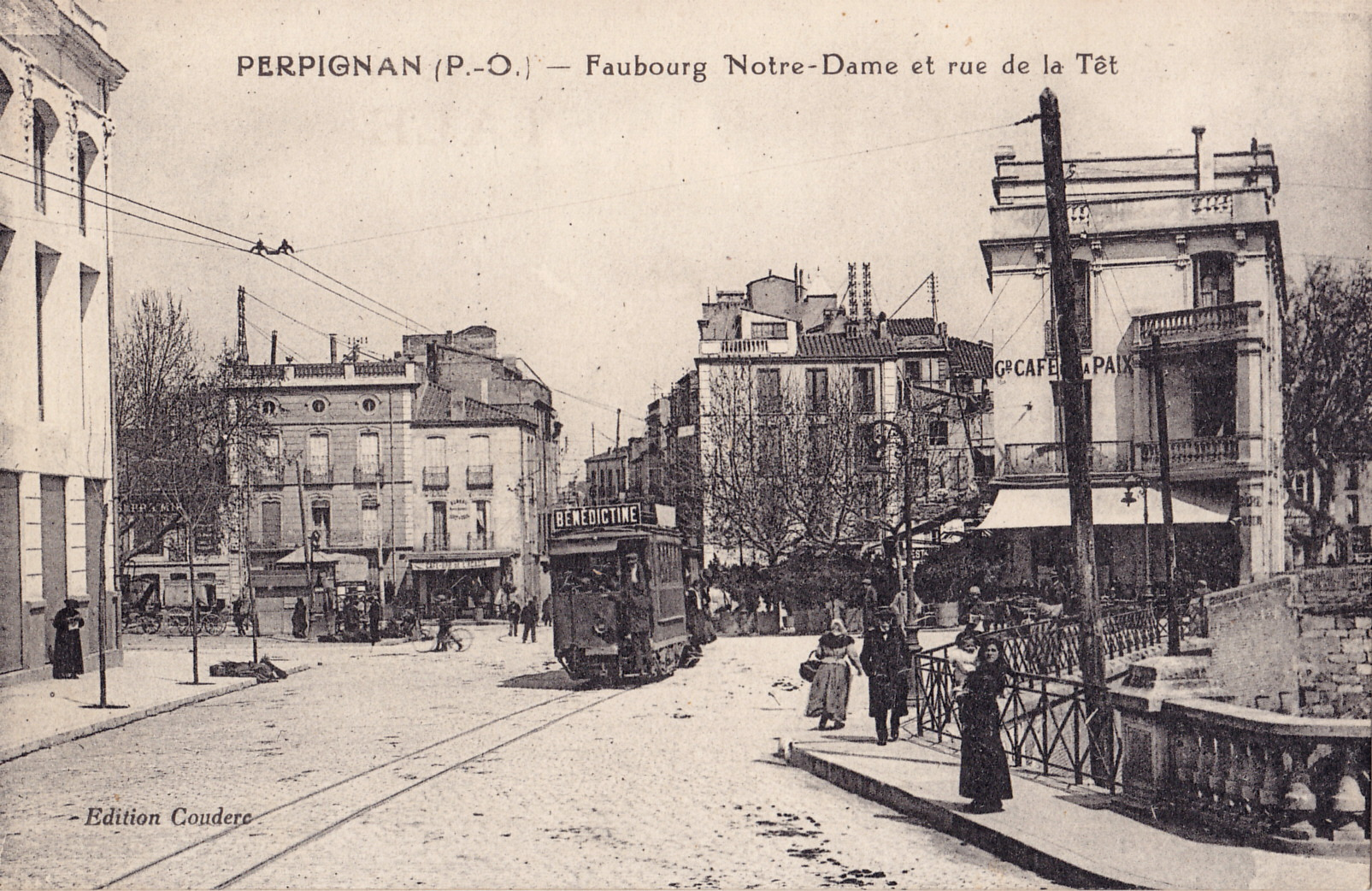
Un tramvia pel raval de la Nostra Senyora, abans de la Primera Guerra Mundial.

- Motors amb eixos, lliurats l'any 1900, enumerats de l'1 al 10[11]
- Motors amb eixos, lliurats l'any 1900: enumerats de l'11 al 19[12]
- Motors amb bogies, lliurats l'any 1920: enumerats del 30 al 34[13]
- Remolcs amb eixos, enumerats del 51 al 56, amb caixa llarga oberta i plataformes als extrems i al centre[14]
- Remolcs amb eixos, enumerats del 61 al 67, amb caixa curta vidriada i plataformes als extrems[15]
- Remolcs d'eixos, enumerats a partir del 71, amb caixa curta oberta i plataformes als extrems.
- Remolcs d'eixos, enumerats a partir del 81, amb caixa curta vidriada i plataformes als extrems.
- Remolcs d'eixos, enumerats del 91 al 94, amb caixa llarga vidriada i plataformes tancades als extrems[16]

Als darrers anys d'operació, els vehicles anaven pintats de vermell (part inferior) i blanc (marc de la finestra i sostre).